# Aglomeracja bicentryczna
Aglomeracja bicentryczna – zespół miast powiązanych ze sobą infrastrukturą, dzięki czemu dokonuje się pomiędzy nimi przepływ dóbr, kapitału, pracowników i informacji. W odróżnieniu od aglomeracji monocentrycznej występują tu dwa ośrodki centralne, przy czym zazwyczaj jeden dominuje nad drugim .
Przykładami tego typu aglomeracji są:
- aglomeracja bydgosko-toruńska, gdzie ośrodkami centralnymi są Bydgoszcz oraz Toruń[wymaga weryfikacji?][1]
- aglomeracja trójmiejska, gdzie miastami centralnymi są Gdańsk i Gdynia[wymaga weryfikacji?][1]  (choć w przypadku Trójmiasta trudno wyróżnić dwa ścisłe centra z uwagi na to, że aglomeracja jest silnie policentryczna)[potrzebny przypis]
- aglomeracja kalisko-ostrowska, gdzie ośrodkami centralnymi są Kalisz oraz Ostrów Wielkopolski[potrzebny przypis]